# Subprefeitura da Penha
A Subprefeitura da Penha é uma das 32 subprefeituras da cidade de São Paulo, sendo regida pela Lei nº 13.999 de 1º de agosto de 2002.
É composta por quatro distritos: Penha, Cangaíba, Vila Matilde e Artur Alvim, que somados representam uma área de 42,8 km², e habitada por mais de 472 mil pessoas. 
O atual subprefeito é Thiago Della Volpe, formado em Engenharia Agronômica, pela Universidade de São Paulo (USP) e História. Pós-graduado em Engenharia de Segurança do Trabalho pela Universidade Presbiteriana Mackenzie. Ingressou na vida pública, em 2009, como funcionário público de carreira, na Subprefeitura da Penha. Atuou como Engenheiro Agrônomo, Supervisor de Limpeza Pública e Coordenador de Projetos e Obras.
Em 2017, Flávio Ricardo Sol foi nomeado chefe de gabinete da atual gestão. Sendo designado em 30 de junho de 2018, a atuar como subprefeito em exercício. Após seis meses, foi nomeado ao cargo de Subprefeito da Penha.

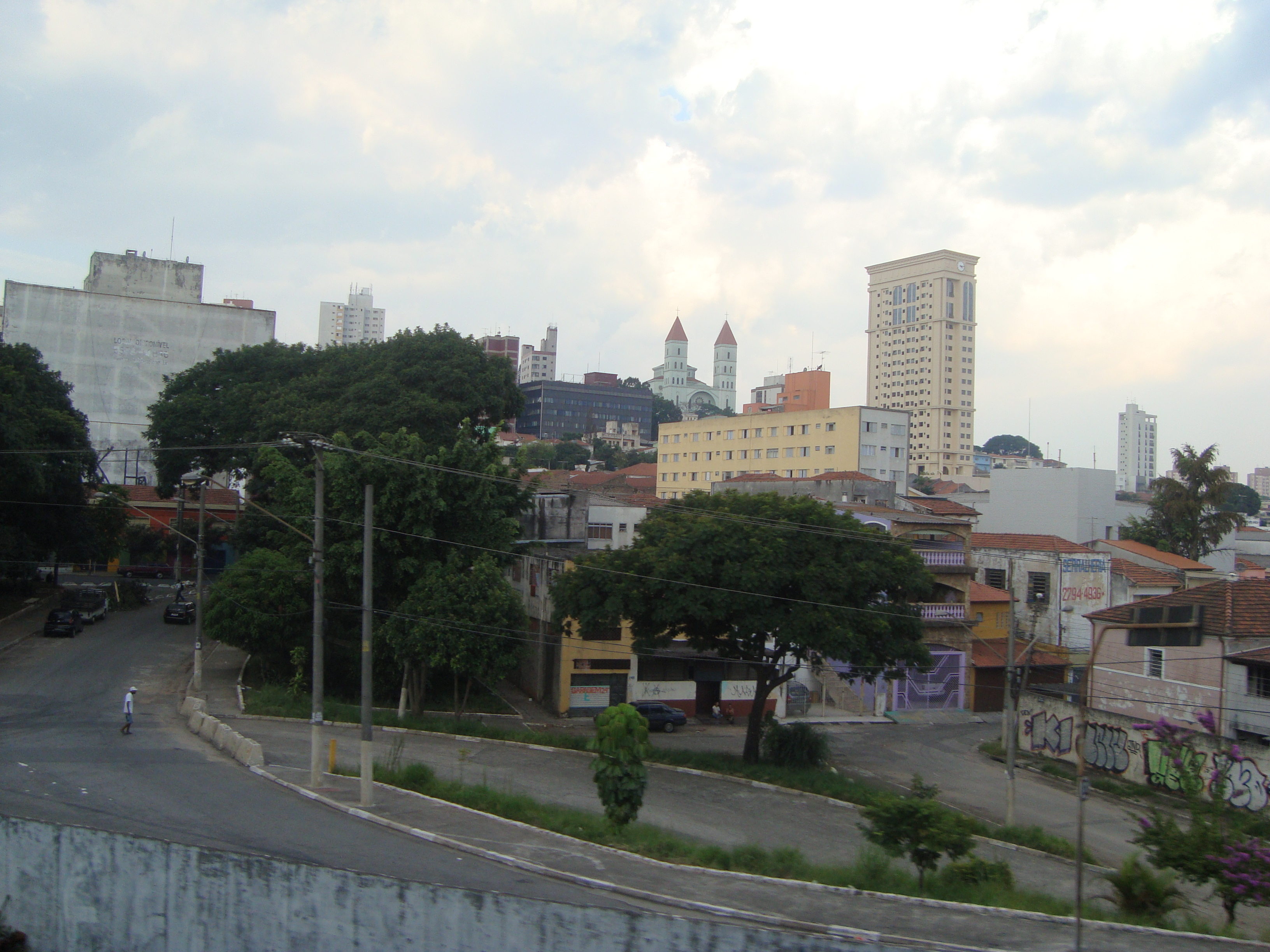
Distrito da Penha.

## Distritos

### Distrito da Penha
Área: 11,30 km²
População (2010): 127.820 habitantes.
Densidade demográfica: 11.312 (habitantes/km²)

### Distrito de Cangaíba
Área: 16,00 km²
População (2010): 136.623 habitantes.
Densidade demográfica: 8.539 (habitantes/km²)

### Distrito da Vila Matilde
Área: 8,9 km²
População (2010): 104.967 habitantes.
Densidade demográfica: 11.792 (habitantes/km²)

### Distrito de Artur Alvim
Área: 6,60 km²
População (2010): 105.269 habitantes.
Densidade demográfica: 15.950 (habitantes/km²)